# 胸骨筋
胸骨筋（きょうこつきん、Sternalis）は、胸部の筋肉。胸骨の片側あるいは両側で、大胸筋の表面を胸骨に沿って縦走または斜行する。
ほとんどの人には存在しない、いわゆる破格筋で、10％程度の人に認められる。日本人では若干多い。起始部は胸骨柄が多いが、胸骨体や鎖骨の場合や、胸鎖乳突筋から派生する例もある。停止部は大胸筋に合流する場合もあれば、腹直筋と合流する例もある。二頭に分かれて一方は鎖骨と並走する例もあるなど、人によってかなりバリエーションがある。
身体を動かすうえで特に何の機能も持たず、あってもなくても問題が無い。なぜ出来るのか、なぜ存在するのか、よくわかっておらず、神経支配も詳しく分かっていない。小さい筋肉なので気づかれないことが多いが、マンモグラフィーやボディビルで発見されて驚かせることがある。また、首の筋肉の再生手術に利用されることがある。
大胸筋を鍛えると体表から観察できるようになる。他の破格筋と比べると、出現する確率が高く、しかも目立つ位置にあるのでわかりやすい。ボディビルコンテストでは、他の人には存在しない小指ほどの太さの筋肉が胸骨の近くについている選手がしばしば見られる。